# Нолинский пряник
Нолинский пряник — региональный вид русского заварного пряника. Производится в городе Нолинске. 
История производства пряника в городе насчитывает более 170 лет.

## Описание
Нолинские пряники представляют собой мучные кондитерские изделия без начинки. От других пряников их отличает мягкая и легкая текстура, куполообразный подъем поверхности с тонкой корочкой без рисунка, которая глазируется сахарным сиропом. Форма может быть различной. Размер пряников различен и составляет от 45 до 90 мм. Имеет мелкопористую структуру. По способу производства относятся к заварным, однако технология имеет традиционные специфические особенности, совмещающие в себе признаки как заварных, так и сырцовых пряников. 
Основными компонентами являются мука, сахар, патока и маргарин. Исторически нолинский пряник при общих отличительных составляющих имел разные виды. В зависимости от рецептуры дополнительным сырьем могут быть какао-порошок, арахис, кокосовая стружка, корица и мятное масло. При производстве используется ключевая вода из местных источников.

## История
Традиция изготовления пряников в Нолинске начинается, по меньшей мере, с середины XIX века. Изготовлением пряников занималось множество купеческих родов, сбывая их в своих лавках и вывозя в другие города. Нолинск был крупнейшим пряничным центром Вятской губернии. Некоторые из них зарабатывали весомые по тем временам суммы. Так пряничное производство А. Г. Парамонова было основано в 1870 году и в год выпускало более 2 тысяч пудов пряников на сумму более 5 тысяч рублей.
Согласно архивным данным к 1882 в городе насчитывалось пять пряничных производств. Каждая из них имела свой взгляд на рецептуру. Каждый мастер хранил свой способ изготовления пряников в секрете. Доходило до того, что мастера отказывались от использования гирь при отмеривании ингредиентов и пользовались камнями, которые могли носить при себе. Самым успешным производством была фабрика Ивана Стрижева.
В 1939 году началось восстановление пряничного производства. Был найден единственный мастер, который поделился секретами своего дела. На базе бывшей фабрики Стрижева был возобновлен выпуск пряников.
В 2012 году Роспатентом был включен в реестр «Географические указания и наименования мест происхождения товаров» как заварной пряник с особыми свойствами.